# Гамма-протеобактерії
Гамма-протеобактерії (англ. Gammaproteobacteria або γ-Proteobacteria) — клас бактерій типу протеобектерій.
Клас містить кілька важливих з медичної та наукової точки зору груп бактерій, таких як Enterobacteriaceae (Escherichia coli), Vibrionaceae і Pseudomonadaceae. До класу належить велике число важливих патогенів, наприклад Salmonella (викликає ентерит і черевний тиф), Yersinia (чума), Vibrio (холера), Pseudomonas aeruginosa (інфекції легенів у пацієнтів з імунодефіцитом або хворих на кістозний фіброз).